# Žemlička (přírodní památka)
Žemlička je přírodní památka v okrese České Budějovice. Nachází se v Třeboňské pánvi tři kilometry východně od Borovan. Přírodní památka zahrnuje část rybníka Žemlička, jeho břehy, louky pod jeho hrází a dřevinné porosty. Předmětem ochrany je především vlhká louka a břehy rybníka s pestrou mokřadní a rašelinnou vegetací. Vyskytuje se zde řada zvláště chráněných druhů rostlin: rosnatka okrouhlolistá (Drosera rotundifolia), Vrbina kytkokvětá (Lysimachia thyrsiflora), tučnice obecná (Pinguicula vulgaris), suchopýrek alpský (Trichophorum alpinum), rojovník bahenní (Rhododendron tomentosum), klikva bahenní (Vaccinium oxycoccos), tolije bahenní (Parnassia palustris), prha arnika (Arnica montana) atd.